# 여의도 공작아파트
여의도 공작아파트는 대한민국 서울특별시 영등포구 여의도동에 위치한 아파트 단지다. 1976년 8월에 완공되었으며 총 373세대, 총 4개동 및 12층으로 구성된다.

## 역사
1976년 8월에 완공되어 입주한 상태다. 2017년 1월에는 재건축 계획이 있다. 지하층수와 지상층수는 지하 5층 ~ 지상 49층, 용도는 아파트, 오피스텔, 업무 및 판매시설으로 구성된다.